# Éthylbenzène hydroxylase
L'éthylbenzène hydroxylase est une oxydoréductase qui catalyse la réaction :
Éthylbenzène + H2O + accepteur d'électrons  {\displaystyle \rightleftharpoons }  (S)-1-phényléthanol + accepteur réduit.
Cette enzyme, de la famille de la DMSO réductase, utilise un cofacteur à molybdène sous la forme d'une ou de deux molécules de molybdoptérine complexées avec un cation de molybdène(VI) lui-même coordonné à d'autres ligands — résidus de sérine, de cystéine, de sélénocystéine ou d'aspartate et très souvent d'oxygène sous forme Mo=O. La 1,4-benzoquinone et le ferrocène peuvent servir d'accepteurs d'électrons in vitro.
Elle intervient dans la dégradation de l'éthylbenzène chez Aromatoleum aromaticum, une bactérie dénitrifiante qui ne produit cette enzyme qu'en milieu anaérobie et en présence d'éthylbenzène. L'éthylbenzène hydroxylase a été isolée et se présente comme une protéine hydrosoluble du périplasme.